# Cerapachys
Cerapachys  (лат.) — род тропических муравьёв (Formicidae). 6 видов.

## Распространение
Юго-Восточная Азия. После ревизии 2016 года в новом узком объёме род включает только 6 азиатских видов (в старом расширенном объёме имел пантропический ареал: Америка, Африка, южная Азия).

## Описание
Имеют узкое цилиндрическое тело длиной 5—7 мм, короткие ноги с толстыми бедрами. Усики рабочих и самок 12-члениковые (у самцов 13). Оцеллии у рабочих отсутствуют, сложные глаза крупные (более 20 фасеток). Нижнечелюстные щупики рабочих 3-члениковые (у самцов 5), нижнегубные щупики состоят из 2 сегментов (у самцов 3). Проното-мезоплевральный шов развит. Средние и задние голени с одной гребенчатой шпорой. Коконы отсутствуют. Биология неизвестна.

## Систематика
Cerapachys близок к кладе из родов Chrysapace и Yunodorylus. Ранее род относился к трибе Cerapachyini и подсемейству Cerapachyinae (Brown, 1975; Bolton 2003), а с 2014 года его включили вместе со всеми дориломорфными родами и подсемействами в состав расширенного подсемейства Dorylinae.
В 2016 году в ходе ревизии всех кочевых муравьёв, проведённой американским мирмекологом Мареком Боровицем (Marek L. Borowiec, Department of Entomology and Nematology, Калифорнийский университет в Дейвисе, Дейвис, штат Калифорния, США) род был разделён на несколько новых, в том числе путём восстановления их из синонимии: Chrysapace (3 вида), Lioponera (более 70 видов), Ooceraea (11 видов), Parasyscia (50 видов), Syscia (5 видов) и Yunodorylus (4 вида)

### Виды
В новом узком объёме включает только 6 азиатских видов (Borowiec, 2016), а в старом расширенном объёме включал около 140 видов. В 2016 году предположили, что Cerapachys xizangensis Tang et Li вероятно может быть синонимом вида Cerapachys sulcinodis Emery.
- Cerapachys antennatus Smith F., 1857 — typus, Малайзия (Саравак)
- Cerapachys jacobsoni Forel, 1912 — Индонезия (Ява)
- Cerapachys manni Crawley, 1926 — Индонезия (Суматра)
- Cerapachys sulcinodis Emery, 1889 — Мьянма
- Cerapachys xizangensis Tang and Li, 1982 — Тибет
- Cerapachys zhengyangwangi Liu, Hita Garcia, Peng & Pierce, 2024 — Китай, Юньнань, Gaoligong Mountains (Baihualing, 25,30059 N, 098, 80075E, 1635 м)[6]

#### Старый объём рода
- Cerapachys aberrans Clark, 1934
- Cerapachys adamus Forel, 1910
- Cerapachys afer Forel, 1907
- Cerapachys aitkenii Forel, 1900
- Cerapachys alii Bharti, 2013
- Cerapachys angustatus Clark, 1924
- Cerapachys annosus Wheeler W.M., 1915 — ископаемый вид
- Cerapachys anokha Bharti & Ali Akbar, 2013
- Cerapachys antennatus Smith F., 1857 — typus (типовой вид рода)
- Cerapachys aranus Viehmeyer, 1914
- Cerapachys arnoldi Forel, 1914
- Cerapachys augustae Wheeler W.M., 1902
- Cerapachys bakeri Wheeler W.M. & Chapman, 1925
- Cerapachys besucheti  Brown, 1975
- Cerapachys bicolor Clark, 1924
- Cerapachys binodis Forel, 1910
- Cerapachys biroi Forel, 1907
- Cerapachys braunsi Emery, 1902
- Cerapachys braytoni Weber, 1949
- Cerapachys brevicollis  Clark, 1923
- Cerapachys brevis  Clark, 1924
- Cerapachys bryanti Wheeler W.M., 1919
- Cerapachys indicus Brown
- Cerapachys longitarsus (Mayr)
- Cerapachys nayana Bharti & Ali Akbar, 2013
- Cerapachys schoedli Bharti & Ali Akbar, 2013
- Cerapachys seema Bharti & Ali Akbar, 2013
- Cerapachys sulcinodis Emery, 1889
- Cerapachys wighti Bharti & Ali Akbar, 2013
- Другие виды

## Экология
Биология 5 видов, включаемых в состав рода в объёме 2016 года неизвестна. Для некоторых других исключённых видов известно, что они ведут полукочевой образ жизни, чем сходны с настоящими кочевыми муравьями (Ecitoninae, Dorylus, Aenictus и другими), так как регулярно перемещаются с места на место, перенося с собой своих личинок. Гнездятся в земле. Охотятся на другие виды муравьёв или на термитов.

## Генетика
Геном вида Cerapachys edentata: 0,22 пг (C value)